# Pacific Rendezvous
Pour plus de détails, voir Fiche technique et Distribution.
Pacific Rendezvous est un film américain réalisé par George Sidney, sorti en 1942.

## Synopsis
Un expert en décryptage de code secret travaillant pour le renseignement naval souhaiterait rejoindre le service actif directement sur le front.

## Fiche technique
- Titre : Pacific Rendezvous
- Réalisation : George Sidney
- Scénario : George Oppenheimer, Harry Kurnitz et P.J. Wolfson
- Photographie : Paul Vogel
- Montage : Harry Kurnitz et Ben Lewis
- Musique : David Snell
- Société de production : Metro-Goldwyn-Mayer
- Pays d'origine : États-Unis
- Format : Noir et blanc - 1,37:1 - Mono
- Date de sortie : 1942

## Distribution
- Lee Bowman : Lieutenant Bill Gordon
- Jean Rogers : Elaine Carter
- Mona Maris : Olivia Kerlov
- Carl Esmond : Andre Leemuth
- Paul Cavanagh : Charles Brennan
- Blanche Yurka : Mme Savarina
- Russell Hicks : John Carter
- Arthur Shields : Professeur Harvey Lessmore
- William Tannen : Jasper Dean
- Frederick Worlock : Dr Jackwin
- Curt Bois : Kestrin
- Felix Basch : de Segroff
- Addison Richards : Gordon Trisby
- Edward Fielding : Secrétaire
- Gayne Whitman : Barini (non crédité)